# Kyffhäusers voetbalkampioenschap 1930/31
In 1930/31 werd het veertiende Kyffhäusers voetbalkampioenschap gespeeld, dat georganiseerd werd door de Midden-Duitse voetbalbond. SV Wacker 1905 Nordhausen werd kampioen en plaatste voor de Midden-Duitse eindronde. De club verloor meteen van Hallescher FC Wacker.

## Gauliga
| Plaats | Club                          | Wed. | W  | G | V  | Saldo | Ptn.  |
| ------ | ----------------------------- | ---- | -- | - | -- | ----- | ----- |
| 1.     | SV Wacker 1905 Nordhausen     | 18   | 14 | 1 | 3  | 80:27 | 29:7  |
| 2.     | BSC 1907 Sangerhausen         | 18   | 11 | 3 | 4  | 50:38 | 25:11 |
| 3.     | VfB 1909 Eisleben             | 18   | 9  | 2 | 7  | 46:38 | 20:16 |
| 4.     | SpVgg 1919 Eisleben           | 18   | 8  | 4 | 6  | 34:37 | 20:16 |
| 5.     | SC Merkur Volkstedt           | 18   | 8  | 3 | 7  | 44:39 | 19:17 |
| 6.     | SpVgg Preußen 1905 Nordhausen | 18   | 8  | 3 | 7  | 50:45 | 19:17 |
| 7.     | VfB 1906 Sangerhausen         | 18   | 6  | 4 | 8  | 38:37 | 16:20 |
| 8.     | VfB Oberröblingen             | 18   | 5  | 3 | 10 | 32:47 | 13:23 |
| 9.     | SpVgg Helbra                  | 18   | 4  | 2 | 12 | 32:59 | 10:26 |
| 10.    | VfB Bleicherode               | 18   | 3  | 3 | 12 | 28:67 | 9:27  |

|  | Kampioen, geplaatst voor Midden-Duitse eindronde |
|  | Degradatie                                       |